# Beitillu
Beitillu, en arabe : بيت إللو, est une ville du gouvernorat de Ramallah et Al-Bireh en Palestine. Elle est située à 19 km au nord-ouest de Ramallah et au centre de la Cisjordanie.
Selon le recensement du bureau central palestinien des statistiques, la localité compte une population de 3 465 habitants en 2017.
Les localités de Beitillu, Deir 'Ammar et Jammala sont fusionnées en 1997, pour former la nouvelle ville d'Al-Ittihad.